# الاستثمار المؤثر
الاستثمار المؤثر يشير إلى الاستثمارات التي تُجرى داخل الشركات أو المؤسسات أو المنظمات بهدف إحداث تأثير اجتماعي وبيئي، إضافة للفوائد المالية المُكتسبة. وتوفر الاستثمارات المؤثرة رأس المال من أجل معالجة قضايا اجتماعية و/أو بيئية.
يسعى المستثمرون هنا إلى الاستفادة من رأس المال في الأعمال التجارية، والمنظمات غير الربحية، وتوظيف أموالهم في مجالات مفيدة كالطاقة المتجددة، وفي تأمين خدمات أساسية بما في ذلك الإسكان، والرعاية الصحية، والتعليم، والتمويل الصغير، والزراعة المستدامة. لعب المستثمرون المؤسسيون -لا سيما مؤسسات تمويل التنمية في أمريكا الشمالية وأوروبا وصناديق المعاشات التقاعدية- دورًا هامًا في تطوير الاستثمار المؤثر، وشهدت الكنيسة الكاثوليكية في عهد البابا فرانسيس اهتمامًا متزايدًا في مجال الاستثمار المؤثر.

## معلومات أساسية
تاريخيًا، بدأت الفكرة كمحاولة لتقليل الآثار الاجتماعية السلبية للأنشطة التجارية، ولكن عمومًا وُجد على مر الأزمنة مستثمرون تشكل المسؤولية الاجتماعية منطلقًا لاستثماراتهم، ويُعد تجنب الاستثمار في شركات أو أنشطة لها آثار سلبية شكل من أشكال سلوكيات الاستثمار المؤثر.
ظهر مصطلح الاستثمار المؤثر في عام 2007، ويُعد الاهتمام بتقديم فوائد للمجتمع والبيئة بشكل موازٍ للاهتمام بالعائد المالي مكونًا مهمًا للاستثمار المؤثر.

### الصناعة
ازداد عدد رؤوس الأموال التي تعتمد الاستثمار المؤثر بسرعة خلال خمس سنوات، وبحسب تقرير صدر عن شركة الأبحاث مونيتور غروب في عام 2009 أنه من الممكن أن تَشهد صناعات الاستثمار المؤثر نموًا من حوالي 50 مليار دولار  إلى 500 مليار دولار خلال العقد القادم. يعزى نمو الاستثمار المؤثر جزئيًا إلى النقد الموجه للأشكال التقليدية للأعمال الخيرية والتنمية الدولية، والتي توصف بأنها غير مستدامة، ودافعها الأساسي محاولة التكفير عن نزوات المانحين.
لا يزال سوق الاستثمار المؤثر صغيرًا مقارنةً بسوق الأسهم العالمية، وقد قدرها البنك الدولي في عام 2015 بـ 61 ترليون دولار أمريكي (وهي القيمة السوقية للشركات المحلية)، وبحسب المسح الاستثماري السنوي الذي أجري في عام 2017 يدير مستثمرو الاستثمار المؤثر فئات أصول بقيمة 114 مليار دولار أمريكي، ويشكل هذا الرقم أرضية جيدة لحجم سوق الاستثمار المؤثر، وكانت أكبر القطاعات في هذا السوق هي التمويل الصغير، والطاقة، والإسكان، والخدمات المالية.
يمكن اعتبار العديد من مؤسسات التنمية المالية مثل المؤسسة التنموية البريطانية، أو مؤسسة التمويل النرويجية نورفوند استثمارات مؤثّرة لأنها تخصّص جزءًا من العائدات المالية لاستثماراتها لتحقيق منافع اجتماعية أو بيئية.
يختلف الاستثمار المؤثر عن مواقع التمويل الجماعي مثل إندييغوغو أو كيك ستارتر بأن مجال الاستثمارات المؤثرة يكون عادة في الديون أو الأسهم التي تتجاوز 1000 دولار أمريكي، وبعدم وجود إستراتيجية خروج (التي تكون عادة على شكل عرض عام أولي).
يمكن تصنيف المؤسسات التي تتلقى تمويلًا من رؤوس أموال الاستثمار المؤثر قانونيًا كشركة هادفة للربح، أو غير هادفة للربح، أو شركات من فئة ب، أو شركات منخفضة الربح، أو شركات تعمل لمصلحة المجتمع، أو تسميات أخرى تختلف من بلد لآخر، ولكن تُعرف هذه الشركات باسم «المؤسسات الاجتماعية» في معظم أنحاء أوروبا.

## الاستثمار المؤثّر المؤسّسي

### المستثمرون المؤسّسيون
تعمل الاستثمارات المؤثرة من خلال فئات الأصول ومبالغ الاستثمار، وأكثر الآليات المعروفة هي رأس المال الخاص، أو رأس المال الاستثماري. تأخذ استثمارات رأس المال الاستثماري الاجتماعي، أو رأس المال الصبور شكلًا مماثلًا لبقية رؤوس الأموال الاستثمارية، إذ يكون للمستثمرين دور هام في توجيه أو قيادة نمو الشركة.
يوجد ما يُعرف بمسرّعات الاستثمار المؤثر، ويكون هدفها تمكين وتنمية المشاريع الاجتماعية، وبشكل مشابه لحالة المسرّعات الأولية للشركات الناشئة التقليدية، توفر مسرعات الاستثمار المؤثر كميات مالية أصغر ناتجة عن صفقات استثمار مؤثر أكبر، وتكون معظم مسرعات الاستثمار المؤثر مؤسسات غير ربحية تجمع الإمدادات من المانحين من أجل دفع تكاليف تطوير الأعمال، ولكن لوحظت زيادة في ظهور مسرّعات ذات توجه تجاري توفر خدماتها الاستشارية من أجل زيادة رؤوس الأموال.

## الاستثمار المؤثر من قبل الأفراد
بدأت الاستثمارات المؤثرة تاريخيًا من خلال آليات تستهدف المستثمرين ضمن المؤسسات، ومع ذلك توجد عدة طرق يستطيع الأفراد من خلالها توفير تمويل للمراحل الأولى، أو لتطوير مشاريع كهذه.

### نقابة أو تجمّع الاستثمار
ركزت بعض مجموعات المستثمرين (مجموعة من رؤوس الأموال تستثمر سويًا على شكل نقابة) على الاستثمار المؤثر، مثل دائرة مستثمري الولايات المتحدة.

### منصات التمويل الصغير الرقمية
توجد منصات استثمارية قائمة على شبكة الإنترنت، وتقدم هذه المنصات خدمات استثمارية منخفضة التكلفة، ففي حال المعاملات الصغيرة تكون صفقات الأسهم باهظة التكلفة نسبيًا.

### الاستثمار في آسيا
يُعتبر الاستثمار المؤثر قطاعًا مزدهرًا في آسيا بسبب وجود العديد من رؤوس الأموال المهتمّة على الساحة، فمثلًا في جنوب شرق آسيا صُرف ما يقدر بـ 904 مليون دولار أمريكي من عام 2007 حتى عام 2017 من قبل مستثمرين في مجال الاستثمار المؤثر، وحوالي 11.9 مليون دولار أمريكي من قبل مؤسسات تمويل تنموية.

## الاستثمار المعتمد على النوع الاجتماعي
يُعد الاستثمار المعتمد على النوع الاجتماعي جزءًا من الاستثمار المؤثر، إذ تُجرى استثمارات تعزز المساواة بين الجنسين، وتعالج القضايا القائمة على النوع الاجتماعي، فتعزز المساواة بين الجنسين عبر التوظيف، والسماح للنساء باتخاذ مناصب ذات سلطة، إضافة لخدمات مساندة وتمكين وتطوير قدرات المرأة، وقد أنشئ هذا النوع من الاستثمار بسبب الصعوبات التي تواجهها المرأة في الحصول على رأس مال.

## انظر ايضا
- إيثار فعال
- خط احتياطي مزدوج
- شمول مالي
- Social business
- تمويل اجتماعي
- عائد اجتماعي على الاستثمار
- الاستثمار المسؤول اجتماعيا